# Tylosis triangularis
Tylosis triangularis là một loài bọ cánh cứng trong họ Cerambycidae.